# Oeringer Straße 6 (Quedlinburg)

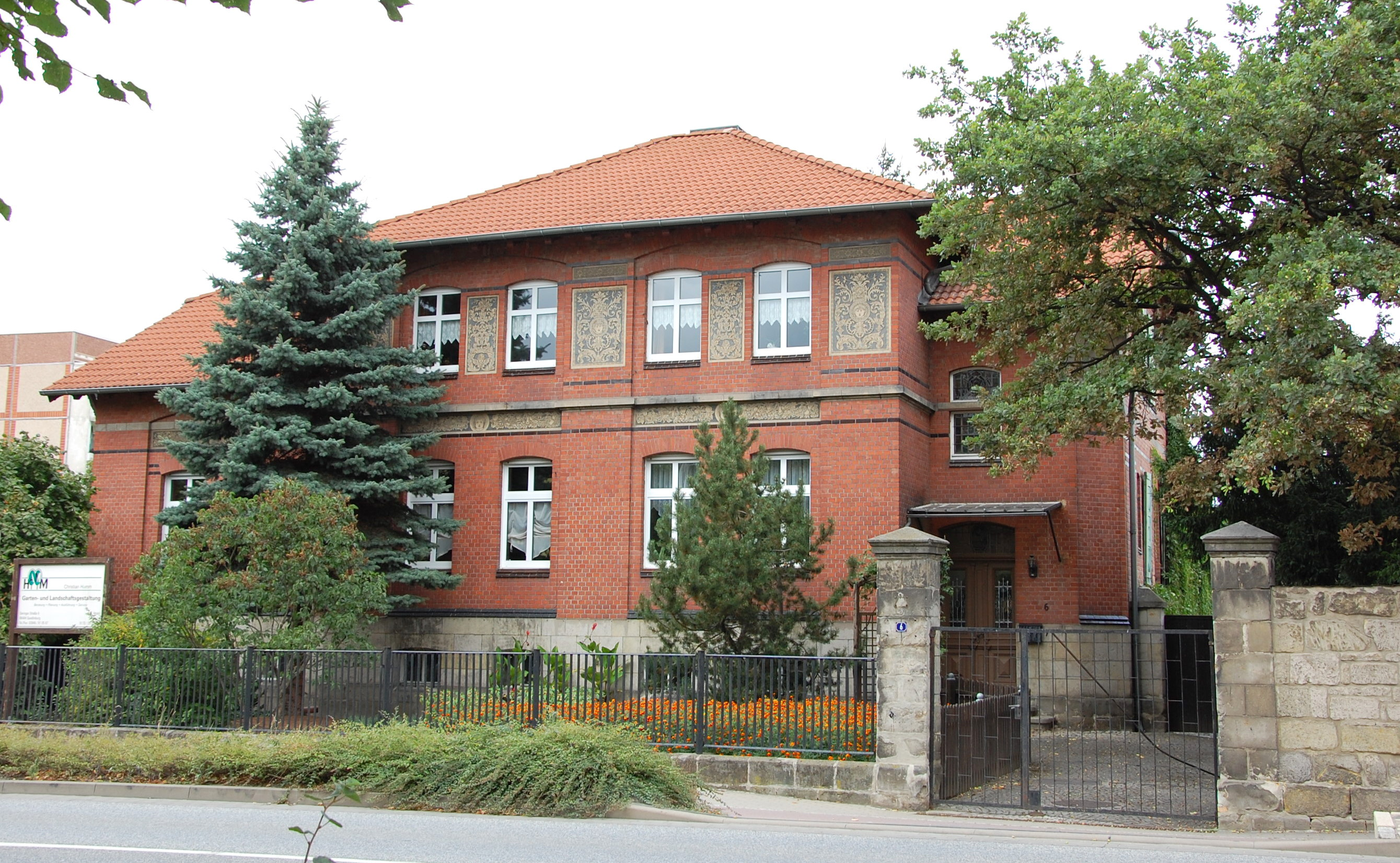
Oeringer Straße 6

Das Haus Oeringer Straße 6 ist ein denkmalgeschütztes Gebäude in der Stadt Quedlinburg in Sachsen-Anhalt.

## Lage
Es befindet sich östlich der historischen Quedlinburger Neustadt auf der Nordseite der Oeringer Straße. Im Quedlinburger Denkmalverzeichnis ist es als Wohnhaus eingetragen.

## Architektur und Geschichte
Das im Stil des Manierismus errichtete Haus entstand in der Zeit um 1885 aus roten Backsteinen. Die das Grundstück begrenzende Quadermauer ist älteren Datums. Die Fassade ist schlicht gestaltet, verfügt jedoch über Sgraffitiverzierungen. 